# Федорук Олег Євгенійович
Олег Євгенійович Федорук (27 жовтня 1977 — 29 вересня 2014) — український футболіст, захисник.

## Клубна кар'єра
Вихованець клубу «Нива» (Вінниця), в складі якого 1994 року розпочав професіональну кар'єру. Після успіхів на юніорському рівні в 1995 році був запрошений до київського «Динамо». Проте виступав лише за другу динамівську команду. Влітку 1997 року став гравцем «Фортуни» (Шаргород), після чого тривалий час виступав в аматорських командах. Допоки в 2001 році не повернувся до професіональних футбольних змагань у складі клубу, в якому розпочинав свій футбольний шлях — вінницькій «Ниві». На початку 2001 року перейшов до чернігівської «Десни». Після цього захищав кольори клубів «Електрометалург» (Нікополь), «Нафтовик» (Долина) та «Геліос» (Харків). Завершив кар'єру футболіста в аматорському ФК «Ніжині».

## Кар'єра в збірній
У 1994 році виступав у юнацькій збірній Україні, яка на юніорському чемпіонаті Європи 1994 року, який проходив в Ірландії, посіла 3-тє місце. У 1996 році захищав кольори збірної (U-19).